# The Invisible (gruppo musicale)
The Invisible sono una rock band britannica, con sede a Londra, con Dave Okumu come frontman (cantante e chitarrista). Il gruppo si è formato inizialmente come progetto solista di Okumu, trasformandosi quasi subito in una band completa con l'apporto degli amici Tom Herbert (basso e sintetizzatore) e Leo Taylor (percussioni). Il loro album di esordio, che ha preso il titolo dal nome del gruppo, è stato pubblicato il 9 marzo 2009, e si è qualificato per il Premio Mercury del 2009 ed è stato selezionato come scelta dei critici di iTunes per l'Album dell'Anno.

## Storia della band
The Invisible ebbero inizio nel 2006 con Okumu, che - incoraggiato da Matthew Herbert a registrare del materiale come solista – si rese presto conto di aver bisogno dell'apporto degli amici Leo Taylor (proveniente dai Gramme e dagli Zongamin) e Tom Herbert (membro dei Polar Bear, un gruppo inglese di jazz sperimentale e degli Acoustic Ladyland, una banda jazz/punk) per trasformare in realtà i suoni che sentiva dentro di sé. La casa discografica Accidental di Herbert produsse il primo brano ufficialmente pubblicato della band, il singolo in vinile Constant all'inizio del 2008.
Il nome del gruppo nacque dopo che i tre ebbero iniziato a comporre. Si tratta di un riferimento agli scritti del filosofo e poeta irlandese John O'Donohue, che aveva espresso l'opinione che gli esseri umani esistessero in due dimensioni parallele – quella visibile e quella invisibile; una fisica, una spirituale - una relazione, un equilibrio che appare chiaramente nell'estetica del gruppo.
Nel febbraio del 2008 il nuovo singolo della band Monster's Waltz, reso disponibile sulla loro pagina di MySpace, fu lanciato dal Dj neozelandese Zane Lowe su BBC Radio 1. Suonando in numerosi concerti dal vivo e facendo da supporto a gruppi come Foals e Hot Chip, la musica espansiva e sperimentale degli The Invisible continuò ad attrarre l'attenzione per i mesi seguenti. Il terzo singolo della band, London Girl, ricevette ampi commenti positivi e notevole attenzione alla sua distribuzione nel dicembre 2008.
The Invisible commercializzarono il loro album eponimo d'esordio il 9 marzo 2009. Prodotto da Matthew Herbert, The Invisible venne selezionato per il Premio Mercury e si qualificò come la scelta dei critici per l'album iTunes dell'anno.
I loro singoli hanno avuto numerosi remix, inclusi quelli di Matthew Herbert, Micachu, Joe Goddard degli Hot Chip e Kwes.

## Accoglienza
La scherzosa definizione che il gruppo dà del proprio stile musicale è Genere sperimentale esteso fino al Pop Spaziale. Essi sono stati paragonati a gruppi come Bloc Party e TV on the Radio, nonostante il fatto che Dave Okumu abbia decisamente negato di conoscere questi ultimi.
La band ricevette ampia approvazione per il suo album d'esordio: The Invisible ottenne 4 stelle su 5 dalle riviste di musica Q e Mojo, mentre esso venne descritto dal BBC Music Magazine come "un lavoro gigantesco, sufficiente per affascinare lo spirito anche delle anime più disperate là fuori". L'album ricevette anche delle recensioni positive dai quotidiani, inclusi The Sun, The Independent e Metro.

## Il secondo album
Il secondo album del gruppo, Rispah venne pubblicato da Ninja Tune nell'agosto 2012, dopo essere stato registrato a Brighton - prodotto da Richard File. Il primo singolo dell'album, "Protection", è stato premiato dalla rivista musicale online, The Quietus. Secondo quando detto da Okumu, Rispah è "una lettera d'amore dedicata al dolore". L'occasione venne dalla morte della madre di Okumu, un evento che dapprima gettò nello scompiglio i progetti e l'estetica del gruppo al punto che la band non riuscì a suonare per un certo periodo di tempo. Fu al funerale della madre, come ricorda Okumu, che ascoltando i canti tradizionali e gli spirituals egli sentì "l'atmosfera piena di suoni e di spirito, mentre le donne cantavano e ballavano intorno alla bara. Fu il più bel suono che abbia mai sentito. Quelle donne stavano celebrando la vita e la morte, il dolore e la speranza, tutto. Ognuno dei presenti poteva esprimere se stesso. Ciò fu per me il ricordo più potente di tutto quello in cui credevo sulla musica. Essa esiste per tutti, comprende tutto in sé ed ha il potere di trasformare le cose e le persone. Sono così felice che queste voci siano state inserite nella nostra registrazione." Questa epifania forma l'anima spirituale di Rispah (che era il nome della madre di Okumu).

## Altre produzioni
In aggiunta agli obiettivi musicali della band, i suoi membri si sono impegnati anche in altre produzioni e jam sessions. Dave Okumu ha prodotto e collaborato alla creazione dell'album di esordio della cantautrice britannica Jessie Ware, Devotion, che è stato in seguito riconosciuto come Album dell'Anno (2012) dal Premio Mercury. Okumu ha suonato e effettuato registrazioni con numerosi artisti come Amy Winehouse, St. Vincent, Jane Birkin, Sara Creative Partners, Brigitte Fontaine, Theo Parrish, Tony Allen, King Sunny Adé, Omar, Matthew Herbert, Dani Siciliano, Toddla T, Bilal, Jack De Johnette, e Anna Calvi. Tom Herbert continua a suonare come membro del gruppo "post-jazz" Polar Bear; Leo Taylor ha contribuito come percussionista all'album "Made of Bricks" di Kate Nash, al secondo singolo di Jessie Ware "Running" e al secondo album di Adele, 21, incluso il singolo "Rolling in the Deep".

## Curiosità
- Nel finale e nei titoli di coda dell'ottavo episodio della seconda stagione della serie televisiva di fantascienza canadese Continuum (Second Listen) viene trasmesso il brano The Wall, tratto dall'album Rispah[16].

## Discografia

### Album
- The Invisible (9 marzo 2009, Accidental Records)
- Rispah (8 giugno 2012, Ninja Tune)
- Patience (10 giugno 2016, Ninja Tune)

### Singoli
- Constant/Passion (singolo, 2007)
- Monster's Waltz (singolo, 2008)
- London Girl (singolo, 2008)
- OK (singolo, 2009)
- Come Together (cover dei Beatles), 2009)
- Protection (singolo, 2012)

### Apparizioni in Raccolte
- Spiral (singolo nella raccolta Brownswood Bubblers Three di Gilles Peterson, 2008)
- Monster's Waltz (Rework Medley) (appare in Kwesachu Mixtape Vol.1 di Micachu & Kwes, 2009)

## Videografia

### Video ufficiali
- Jacob and the Angel - 4:01
- London Girl - 3:42
- Generational - 3:26
- Protection - 5:15

### VideoLive
- London Girl Live at Cargo - 4:29
- Hoxton Bar and Kitchen - Time Waits - 7:28
- Time Waits (Live) - 6:37